# Michel Laclos
Pour les articles homonymes, voir Laclos.
Jack Michel Alphonse François, connu sous le pseudonyme Michel Laclos, est un journaliste, écrivain et verbicruciste français né le 23 septembre 1926 à Troyes et mort le 19 mai 2013 à Coulommiers.

## Biographie

### Famille
Il est le fils de Paul-René François, ouvrier métallurgiste, et de Prisca Dacquin.

### Carrière
Attiré par la comédie, Michel Laclos s'installe à Paris dans les années 1940 avec, pour tout bagage scolaire, son certificat d'études primaires. Il vit d'abord de petits boulots, joue quelques rôles de figuration au cinéma. L'un de ses emplois, en librairie (Le Minotaure, où il collabora pendant les années 1950 avec Roger Cornaille), lui permet d'élargir sa culture littéraire ; il devient proche de Lise Deharme.
En 1953, il fait ses premières armes dans le domaine de l'édition en devenant directeur de la collection « Locus solus », de peu de notoriété, aux éditions Arcanes.
Dès 1953, il est nommé régent du Collège de 'Pataphysique, chargé de l'éristique militaire et stratégique.
En 1955, il relance la publication de la revue Bizarre (qui avait été arrêtée après deux numéros en 1953), dont il dirige la rédaction pendant quinze ans. Cette revue, éditée par Jean-Jacques Pauvert, accueille nombre d'écrivains célèbres tels Raymond Queneau, André Blavier, Robert Giraud, Noël Arnaud, Luc Étienne et François Caradec, ainsi que des dessinateurs comme Maurice Henry, Siné, Topor, Folon, Gustave Doré, René Magritte et Copi, dont il préfacera le premier recueil de bandes dessinées en 1963.
Il débute dans le journalisme quotidien à Combat et l'exerce durant plusieurs années à Paris-Jour.
Grand amateur de l'humoriste Cami mort en 1958, il fait publier de nombreux recueils de ses textes choisis dont il rédige préfaces et présentations : Cami en 1960,  La Famille Rikiki, Les Nuits de la Tour de Nesle et autres Contes  en 1966, Dupanloup ou les Prodiges de l'amour, Vierge quand même ! et L'Homme à la tête d'épingle en 1972, Pour lire sous la douche en 1976, Les Mystères de la forêt noire en 1978, Voyage inouï de M. Rikiki en 1989.
Amateur de cinéma, il écrit en 1958 Le Fantastique au cinéma, qui paraît aux éditions Pauvert, et collabore à sa collection « Vedettes du cinéma » avec un ouvrage sur Marilyn Monroe en 1962, puis un sur Jeanne Moreau en 1964.
En 1964, il fait paraître chez Julliard un ouvrage composé de textes de Pierre Dac sous le titre L'Os à Moelle tome 2.
Michel Laclos était un amateur d'art éclairé. Il a écrit un texte sur le peintre britannique Henry Hartley et il possédait une vaste collection d'arts premiers.
En 1972, en collaboration avec Renée Legrand, présentatrice et speakerine de l'ORTF, il écrit une comédie musicale intitulée Rue de Buci, dont le téléfilm sera diffusé le 17 août 1972 sur la deuxième chaîne.
L'année 1972 marque le début de ses activités de verbicruciste : ses grilles de mots croisés aux définitions astucieuses et originales vont lui ouvrir les portes du Figaro et l'accession à la notoriété. Quinze recueils de mots croisés ont été à ce jour (2010) publiés aux éditions Zulma dans la collection Grain d’orage. Il est également l'auteur d'opuscules, véritables recueils de pensées humoristiques, où sont prodigués jeux de mots, palindromes, proverbes détournés et autres traits d'esprit.
Entre 1972 et 1980, il écrit ou collabore à la parution d'une série de brochures et livres touristiques illustrés des éditions Larousse, la collection « Beautés de la France ».
Il était membre de l'académie Alphonse-Allais.

### Fin de vie
En avril 2010, âgé de 84 ans, il décide de prendre sa retraite. Il meurt le 19 mai 2013, à l'âge de 86 ans, à l'hôpital de Coulommiers.

### Vie privée
Michel Laclos a d'abord été marié à Arlette Gordon, à Renée Legrand puis à Liliane Michel-Gosse qu'il épousa le 6 juin 1979.

## Publications

### Ouvrages de mots croisés et pensées humoristiques
- 1971 : Les Grilles de Paris - 99 mots croisés imaginés par 99 célébrités du Tout-Paris, éditions Albin Michel, en collaboration avec Renée Legrand
- 1977 : Jeux de lettres, jeux d'esprit, préface de Jean d'Ormesson, Jean-Claude Simoen ; rééd. Marabout, coll. « Service », no 346
- 1988 : Les sorcières sont N.R.V., illustrations de Yak Rivais, L’École des loisirs (ISBN 2-211-04273-2)
- 1997 : Le Dico des mots croisés, Le Seuil (ISBN 2-02029-900-3)
- 1998 : Jeux de mots croisés (ses meilleures définitions), Hors Collection (ISBN 2-258-04480-4)
- 1999 : Mots croisés, présentation de Jacques Bens, Zulma (ISBN 2-84304-065-5)
- 2000 : Trucs, machins et autres choses, Zulma  (ISBN 2-84304-113-9)
- 2000 : Mots croisés 2, présentation de Robert Sabatier, Zulma  (ISBN 2-84304-092-2)
- 2000 : Mots croisés 3, Zulma  (ISBN 2-84304-112-0), épuisé
- 2001 : Mots croisés 4, Zulma  (ISBN 2-84304-169-4)
- 2001 : Mots croisés 5, présentation de François Cavanna, Zulma  (ISBN 2-84304-192-9)
- 2002 : Mots croisés 6, présentation de Eric Holder, Zulma  (ISBN 2-84304-202-X)
- 2002 : Mots croisés 7, Zulma  (ISBN 2-84304-233-X)
- 2003 : Mots croisés 8, présentation de Ylipe, Zulma  (ISBN 2-84304-251-8)
- 2003 : Mots croisés 9, Zulma  (ISBN 2-84304-262-3)
- 2004 : Mots croisés 10, présentation de Patrick Sébastien, Zulma  (ISBN 2-84304-305-0)
- 2005 : Mots croisés 11, préface d'Ephraïm Kishon, Zulma  (ISBN 2-84304-330-1)
- 2005 : Nouveaux trucs et machins, Zulma  (ISBN 2-84304-264-X)
- 2005 : Mots croisés 12, Zulma  (ISBN 2-84304-346-8)
- 2008 : Mots croisés - 120 grandes grilles, Zulma  (ISBN 978-2-84304-455-7)
- 2009 : Mots croisés 14, Zulma  (ISBN 978-2-84304-481-6)
- 2009 : Mots croisés - Grilles confortables 1, Zulma  (ISBN 978-2-84304-496-0)
- 2010 : Mots croisés - 121 grandes grilles, Zulma  (ISBN 978-2-84304-515-8)

### Autres ouvrages
- Le Fantastique au cinéma, Pauvert, 1958
- Marilyn Monroe, coll. « Vedettes du cinéma », Pauvert, 1963
- Jeanne Moreau, coll. « Vedettes du cinéma », Pauvert, 1964
- Rue de Buci, texte de téléfilm, 1972, 210 p. en collaboration avec Renée Legrand
- Les Îles bretonnes, coll. « Beautés de la France », Larousse, 1976, photographies d'Alain Weiss
- Préhistoire en Périgord, coll. « Beautés de la France », Larousse, 1976, photographies d'André Nadeau
- Châteaux en Auvergne, coll. « Beautés de la France », Larousse, 1976, photographies de Jean-Jacques Arcis, 20 p.
- Préhistoire et vestiges gallo-romains, coll. « Beautés de la France », Larousse, 1976, avec Pierre Minvielle, Gabriel Sacrez, Christian Plume, etc.  (ISBN 2-03-013902-5)
- Les Îles, coll. « Beautés de la France », Larousse, 1977, avec Gabriel Lacrez, Pierre Marchant et Pierre Gallerey  (ISBN 2-03-013901-7)
- Châteaux forts, coll. « Beautés de la France », Larousse, 1977, avec Gérald Pechmèze, Yves D. Papin et Laurence Bonnet  (ISBN 2-03-013906-8)
- Rivages de l'Atlantique, coll. « Beautés de la France », Larousse, 1977, avec Gabriel Sacrez, Pierre Gallerey et Laurence Bonnet
- La Bretagne touristique, coll. « Beautés de la France », Larousse, 1977, avec Gabriel Sacrez, Pierre Marchant, Albert Rèche, etc.  (ISBN 2-03-013909-2)
- L'Auvergne et le Limousin, coll. « Beautés de la France », Larousse, 1977, avec Annie Perrier-Robert, Christian Plume et Pierre Gallerey  (ISBN 2-03-013917-3)
- L'Aquitaine, coll. « Beautés de la France », Larousse, 1977, avec Gérald Pechmèze, Albert Rèche, Pierre Minvielle, etc.  (ISBN 2-03-013922-X)
- Troyes et la Champagne méridionale, coll. « Beautés de la France », Larousse, 1977, photographies de Martin Fraudeau
- Palais et châteaux, coll. « Beautés de la France », Larousse, 1978, avec Yves-D. Papin, André Séverac, Pierre Minveille, etc.  (ISBN 2-03-013915-7)
- Champagne-Ardenne, coll. « Beautés de la France », Larousse, 1978, avec Jacques Nosari et André Séverac  (ISBN 2-03-013934-3)
- Châteaux, palais et forteresses, coll. « Beautés de la France », Larousse, 1978, avec Albert Rèche, Gérald Pechmèze, Laurence Bonnet, etc., 480 p.  (ISBN 2-03-013274-8)
- Châteaux en forêt, de Fontainebleau à Rambouillet, coll. « Beautés de la France », Larousse, 1980, 20 p.
- Troyes et moi, coll. « Cahiers bleus », Librairie bleue, Troyes, 1998  (ISBN 978-2863521960)

## Filmographie
- 1957 : La Déroute, court métrage[8] d'Ado Kyrou — participation au scénario
- 1965 : Thomas l'imposteur de Georges Franju
- 1972 : Rue de Buci, téléfilm de comédie musicale écrit en collaboration avec Renée Legrand, réalisé par Gérard Dudreyer[9] : Le patron, rue Mouffetard